# David Arianiti
David Arianiti var en albansk general i Bysantinska riket samt grundare av arianitiätten. 
Arianiti nämns för första gången på 1000-talet. Samma år utsågs han av den bysantiske kungen Basileios II till dux (överbefälhavare) i Thessaloniki.